# Saccharomycetes
Saccharomycetes é uma classe do filo Ascomycota no reino Fungi. Contém a ordem Saccharomycetales, constituída por leveduras que se reproduzem por gemulação. Hemiascomycetes é uma designação mais ou menos sinónima.